# 대한민국 심계원
심계원(審計院)은 국가의 수입·지출의 결산을 매년 검사, 확인하고 법률이 정하는 회례를 상시 검사·감독에 관한 사무를 관장하는 대한민국의 옛 중앙행정기관이다. 1948년 12월 4일 정부 수립과 함께 발족하였으며 1963년 3월 5일 감찰위원회와 통합하여 감사원으로 개편되면서 폐지되었다.

## 설치 근거 및 소관 업무
- 대한민국헌법 [헌법 제1호, 1948.07.17 제정] 제95조[1]
- 심계원법 [법률 제12호, 1948.12.04 제정] 제1조[2] 및 제3조[3] 및 제10조[4]
- 심계원직제 [대통령령 제51호, 1949.01.18 제정] 제1조[5]

## 연혁
- 1948년 12월 4일 - 심계원을 신설.
- 1963년 3월 5일 - 감찰위원회와 통합하여 감사원을 신설.

## 조직
| - 비서실 ( 1949.01 ~ 1950.03 ) - 심계제1국 ( 1949.01 ~ 1963.03 ) - 심계제2국 ( 1949.01 ~ 1963.03 ) | - 심계제3국 ( 1949.01 ~ 1963.03 ) - 심계제4국 ( 1949.01 ~ 1963.03 ) - 총무과 ( 1950.03 ~ 1963.03 ) |

## 역대 원·차장

### 심계원장
| 정부        | 대수 | 이름           | 임기                               | 출신지    | 출신학교                         | 비고                                                                     |
| ----------- | ---- | -------------- | ---------------------------------- | --------- | -------------------------------- | ------------------------------------------------------------------------ |
| 제 1 공화국 | 초대 | 명제세(明濟世) | 1948년 9월 4일 ~ 1949년 11월 23일  | 평북 영변 | 러시아 블라디보스토크 외국어학교 | 건국준비위원회 위원                                                      |
| 제 1 공화국 | 2대  | 함태영(咸台永) | 1949년 11월 24일 ~ 1952년 7월 22일 | 함북 무산 | 장신대                           | 제3대 부통령&대한기독교장로회 총회장                                     |
| 제 1 공화국 | 3대  | 노진설(盧鎭卨) | 1952년 9월 22일 ~ 1956년 9월 30일  |           |                                  | 감찰위원회 위원장&헌법기초위원회 전문위원&대법관&중앙선거관리위원회 위원 |
| 제 1 공화국 | 4대  | 최하영(崔夏永) | 1956년 10월 1일 ~ 1960년 6월 9일   | 경기 이천 | 일본 도쿄대                      | 헌법기초위원회 위원&심계원 차장&제5대 국회의원                           |
| 제 2 공화국 | 5대  | 김세완(金世玩) | 1960년 6월 25일 ~ 1961년 5월 19일  | 황해 신천 | 서울대                           | 한국신문윤리위원회 위원장&대법관                                         |
| 제 2 공화국 | 6대  | 이원엽(李元燁) | 1961년 5월 20일 ∼ 1963년 3월 19일  | 함남      |                                  |                                                                          |

### 심계원 차장
| 정부        | 대수 | 이름           | 임기                               | 출신지    | 출신학교      | 비고                                        |
| ----------- | ---- | -------------- | ---------------------------------- | --------- | ------------- | ------------------------------------------- |
| 제 1 공화국 | 초대 | 강거복(康巨福) | 1949년 2월 ~ 1949년 9월 28일       |           |               |                                             |
| 제 1 공화국 | 2대  | 강거복(康巨福) | 1949년 9월 29일 ~ 1950년 1월       |           |               |                                             |
| 제 1 공화국 | 3대  | 김완섭(金完燮) | 1950년 1월 ~ 1952년 2월            | 경북 안동 | 일본 메이지대 |                                             |
| 제 1 공화국 | 4대  | 최하영(崔夏永) | 1952년 2월 ~ 1956년 10월           | 경기 이천 | 일본 도쿄대   | 헌법기초위원회 위원&심계원장&제5대 국회의원 |
| 제 1 공화국 | 5대  | 이흥배(李興培) | 1956년 10월 ~ 1960년 6월           | 서울      | 서울대        | 경기도지사&국방부 차관                      |
| 제 2 공화국 | 6대  | 김정렬(金正烈) | 1960년 6월 28일 ~ 1960년 12월 3일  | 경기 시흥 | 고려대        | 인천시장&제7대 국회의원                     |
| 제 2 공화국 | 7대  | 김성환(金聖煥) | 1960년 12월 15일 ~ 1963년 3월 19일 |           |               |                                             |

## 참고 자료
- 이성무 (2000년 9월 1일). 〈제4편 한국 감사기관의 변천 - 대한민국의 감사기관〉. 《조선의 부정부패 어떻게 막았을까》. 서울: 청아출판사. ISBN 8936800779.